# 本間久雄
本間 久雄（ほんま ひさお、明治19年（1886年）10月11日 - 昭和56年（1981年）6月11日）は、日本の英文学者・国文学者。文学博士。早稲田大学名誉教授、実践女子大学名誉教授。弟に日本画家の本間国生がいる。米沢市出身。

## 略歴
- 明治19年（1886年）10月11日、米沢藩お抱えの能役者の子として、米沢市越後番匠町に生まれる。
- 明治42年（1909年）、早稲田大学英文科を卒する。
- 大正2年（1913年）、初めての評論「高台より」を出版する。
- 大正7年（1918年）、早稲田大学講師となる。「早稲田文学」主幹。
- 大正14年（1925年）、関東大震災後、資料の散逸をおそれ、昭和2年にかけて特集号「明治文学研究号」7冊の編集開始。
- 昭和3年（1928年）、早大海外留学生として英国留学し、ワイルドの資料の大半を入手する。
- 昭和6年（1931年）、早稲田大学文学部教授に就任する。
- 昭和9年（1934年）、「英国近世唯美主義の研究」で、文学博士の学位を取得する。
- 昭和10年（1935年）、大著「明治文学史」全5巻、の執筆に取り掛かる。
- 昭和32年（1957年）、早大を定年退官し、早稲田大学名誉教授となる。
- 昭和33年（1958年）、実践女子大学教授に就任する
- 昭和37年（1962年）、実践女子大学名誉教授となる。
- 昭和52年（1977年）、「明治文学史」の基礎資料をまとめた「明治大正文学真蹟図録」を出版する。
- 昭和56年6月11日、東京大学医学部附属病院分院で死去する。享年96。

## 叙位・叙勲
- 昭和44年（1969年）4月29日 - 勲三等・瑞宝章

## 著書
- 「高台より」春陽堂・現代文藝叢書、1913
- 「エレンケイ思想の真髄」大同館書店　1915
- 『最新描写法講話』新潮社　作文叢書 1915
- 『最新描写法実例』新潮社　作文叢書 1915
- 「近代文学之研究」北文館、1917
- 『新文学概論』新潮社、1917
- 「人及び芸術家としての尾崎紅葉」最近日本文豪評伝叢書 新潮社、1918
- 「近代名著評釈」（文芸研究叢書）春陽堂、1918
- 「現代の婦人問題」天佑社　1919
- 『現代の思潮と文学』大同館書店 1920
- 「評釈美辞文範」博文館、1920
- 「生活の芸術化（ウィリアム・モリスの生涯と芸術）」三徳社　1920
- 「男女三角関係物語」新潮社、1921
- 「日記文の書き方」（新文章速達叢書）止善堂 1918
- 「恋愛の殉教者」（文芸哲学講座）小西書店、1923
- 『唯美主義者オスカア・ワイルド』春秋社　早稲田文学パンフレツト 1923
- 「近代芸術論序説」文省社　1925
- 『現代の女性観』広文堂 1925
- 「文学概論」東京堂書店、1926
- 「欧州近代文芸思潮概論」早稲田大学出版部、1927
- 「滞欧印象記」東京堂、1929
- 「婦人問題十講」（思想叢書）東京堂、1929
- 「文学論攷」東京堂書店、1931
- 「英国近世唯美主義の研究」東京堂、1934
- 「明治文学史」（日本文学全史）東京堂、1935-39

- 『わが鑑賞の世界』学芸随筆　東苑堂、1937
- 「文学襍記」人文書院、1938
- 『明治の文学』日本放送出版協会　ラヂオ新書 1940
- 『日本英文学史』研究社英米文学語学講座　1941
- 「冬扇夏炉」青梧堂　1942
- 「文学と美術」東京堂、1942
- 「続明治文学史」全3　東京堂、1943-64
- 「歌舞伎　研究と鑑賞」天絃社　1947
- 『近代作家論』白鳳出版社　1947
- 『婦人問題 その思想的根拠』東京堂 1947
- 『欧洲近代文学概説』早稲田大学出版部 1948
- 「明治文学作家論」早稲田大学出版部　1951
- 『文学入門』宝文館 NHK教養大学 1953
- 「自然主義及び其以後」東京堂、1957
- 『坪内逍遥 人とその芸術』松柏社 1959
- 「考証・随想　明治文学」新樹社 1965
- 「本間久雄日記」平田耀子編著 松柏社 2005

### 共編著
- 『欧州近代文学思潮』相馬御風共著　文学普及会、1914
- 『最新社会問題十二講』生田長江共著 新潮社 1919
- 『社会改造の八大思想家』生田弘治（長江）著 東京堂書店 1920
- 『早稻田文學戯曲選』中村吉蔵共編 高陽社 1926
- 『児童劇名作集』編　春秋文庫、1936
- 「日本文学年表 新訂版」高野辰之共編（日本文学全史）東京堂、1953
- 『日本の近代文学 作家と作品』吉田精一,神西清共著 東京堂 1955

### 翻訳・再話
- オスカー・ワイルド『獄中記』新潮社　1912
- エレン・ケイ『婦人と道徳』南北社　1913
- イルジョー・ヒルン『芸術之起源』早稲田大学出版部 1914
- エレン・ケイ『来るべき時代のために』北文館 1916
- 『柘榴の家 ワイルド童話集』春陽堂 1916
- エレン・ケイ『戦争・平和及将来』文明書院 1918
- エレン・ケイ『婦人運動』大日本文明協会事務所 1918
- 『エレン・ケイ論文集』玄同社 1922
- スティブンソン『家庭学校用劇と対話』春秋社 1923
- ウイリアム・イー・カルソン『結婚の革命』小西書店 1924
- 『家庭用児童劇』春秋社、1925
- ウイリアム・モリス『吾等如何に生くべきか』東京堂書店 1925
- ストウ夫人 原作『アンクル・トム物語』光文社　少年文庫　1948
- 『ホメロス物語』高津久美子共著 講談社　世界名作全集 1952